# JrMan
jrMan renderer es una versión open source del algoritmo de Reyes utilizado por  PhotoRealistic RenderMan de Pixar, implementado en Java por Gerardo Horvilleur, Jorge Vargas, Elmer Garduño y Alessandro Falappa.
jrMan está disponible bajo la licencia GNU (GPL)

## Características
La versión 0.4, la actual, cuenta con las siguientes características:

### Funciones
Sombras, textura asignación, sombreadores de superficies, sombreadores de luz, sombreados de volumen, sombreados de desplazamiento, filtros de píxel, generar imagen en archivo (RGB & RGBA), lectura de archivo retrasada (Delayed Read Archive).

### Primitivas soportadas
Esfera, toro, cono, disco, cilindro, paraboloide, hiperboloide, puntos, parches "bilineal" y "bicúbico" (todos de base y racional), polígono, puntos de polígono, ObjectInstance, PatchMesh, NuPatch, curvas "lineal" y "cúbica" (también racionales).

### Características aún no implementadas
Compilador de lenguaje de sombreado, desenfoque de movimiento, profundidad de campo, nivel de detalle, CSG, curvas de recorte, superficies de subdivisión, polígonos generales.